# Am Beispiel meines Bruders
Am Beispiel meines Bruders ist eine autobiographische Erzählung des deutschen Schriftstellers Uwe Timm aus dem Jahr 2003. Der Autor berichtet von seiner Familie und ihrem Umgang mit dem Tod von Timms 16 Jahre älterem Bruder, der als Mitglied der Waffen-SS am Zweiten Weltkrieg teilnahm. Die persönliche Erfahrung wird zum Ausgangspunkt der Frage nach der generellen Verarbeitung der NS-Vergangenheit in der Nachkriegszeit.

## Inhalt
Die Familie Timm lebt zur Zeit des Zweiten Weltkriegs in Hamburg. Sie haben drei Kinder: Eine Tochter namens Hanne Lore, den zwei Jahre jüngeren Karl-Heinz und den Nachzügler Uwe, der 18 Jahre jünger als seine Schwester ist. Als Karl-Heinz 18 wird, meldet er sich 1942 freiwillig zur Waffen-SS und tritt der Totenkopf-Division bei. Als er an die Ostfront geschickt wird, führt er dort verbotenerweise ein Tagebuch, in dem er seine Erlebnisse aufzeichnet. Nach einem halben Jahr Kriegseinsatz wird er schwer verwundet und erliegt den Verletzungen einen Monat später im Oktober 1943.
Der Vater hatte im Ersten Weltkrieg als Soldat gedient, sich nach Kriegsende einem Freikorps angeschlossen und im Baltikum gekämpft. Durch die Mutter, die ihren Sohn nicht vergessen kann, und den Vater, der ihn nicht vergessen will, überschattet der gleichzeitig anwesende und abwesende Bruder Uwe Timms Kindheit. Nach dem Tod der Eltern und der Schwester versucht Timm seinem Bruder über das Tagebuch und aufbewahrte Feldpostbriefe näherzukommen. Indem er über ihn zu schreiben beginnt, sucht Timm Antworten auf seine Fragen.

## Motto
Das Buch hat als Motto zwei Zeilen aus dem Gedicht to Mark Anthony in Heaven von William Carlos Williams aus dem Jahr 1913.

## Intention
Uwe Timm beschäftigt sich intensiv mit der Frage, warum der Bruder nicht wie die anderen Männer seines Jahrgangs auf seinen Einberufungsbefehl gewartet, sondern sich freiwillig gemeldet hat. Er versucht herauszufinden, wie viel Schuld er als Mitglied der Waffen-SS auf sich geladen hat, ob er ein Überzeugungstäter oder nur Opportunist war und warum sein Vater ihn dem jüngeren Bruder ständig als Vorbild präsentierte.
Durch die Aufarbeitung der Geschichte seines Bruders widmet er sich auch der Rolle seiner Eltern und setzt sich mit der Schuld ihrer Generation auseinander. So schreibt er zum Beispiel: „Die Vätergeneration, die Tätergeneration, lebte vom Erzählen oder Verschweigen.“ Ähnlich wie in Schlinks Roman Der Vorleser ist der Konflikt der Jugend- mit der Elterngeneration, die unfähig war, sich kritisch mit ihrer Vergangenheit auseinanderzusetzen, ein wichtiges Motiv des Buches und wird besonders durch die kühle Beziehung Timms zu seinem Vater deutlich.

## Ausgaben
- Uwe Timm: Am Beispiel meines Bruders. Köln, Kiepenheuer & Witsch 2003, ISBN 3-462-03320-4.
- Am Beispiel meines Bruders, Hörbuch, vollständige Ausgabe,  Sprecher Gert Heidenreich, Random House Audio, ISBN 978-3-89830-653-9